# Mirepoix-sur-Tarn
Mirepoix-sur-Tarn (em occitano:  Mirapeis de Tarn) é uma comuna francesa na região administrativa da Occitânia, no departamento do Alto Garona. Estende-se por uma área de 5.46 km², com 1.027 habitantes, segundo o censo de 2018, com uma densidade de 190 hab/km².